# Onthophagus admetus
Onthophagus admetus là một loài bọ cánh cứng trong họ Bọ hung (Scarabaeidae).